# إي أيه بلاي
إي أيه بلاي (بالإنجليزية: EA Play، تعرف سابقا بإسم إي أيه أكسس (بالإنجليزية: EA Access) على الأنظمة، وأوريجين أكسس (بالإنجليزية: Origin Access) على الحاسوب.) هي خدمة او باقة ألعاب تعتمد على الاشتراك الشهري من شركة إلكترونيك آرتس وتعمل على إكس بوكس ون وبلاي ستيشن 4، وتوفر الوصول إلى ألعاب الخاصة بستوديوهات إلكترونيك آرتس. تم إطلاق الخدمة لأول مرة على إكس بوكس ون في 11 أغسطس 2014 ، ووصل لاحقًا إلى بلاي ستيشن 4 في 24 يوليو 2019.